# MC4R
MC4R (англ. Melanocortin 4 receptor) – білок, який кодується однойменним геном, розташованим у людей на короткому плечі 18-ї хромосоми. Довжина поліпептидного ланцюга білка становить 332 амінокислот, а молекулярна маса — 36 943.
| 10         |  | 20         |  | 30         |  | 40         |  | 50         |
| ---------- |  | ---------- |  | ---------- |  | ---------- |  | ---------- |
| MVNSTHRGMH |  | TSLHLWNRSS |  | YRLHSNASES |  | LGKGYSDGGC |  | YEQLFVSPEV |
| FVTLGVISLL |  | ENILVIVAIA |  | KNKNLHSPMY |  | FFICSLAVAD |  | MLVSVSNGSE |
| TIVITLLNST |  | DTDAQSFTVN |  | IDNVIDSVIC |  | SSLLASICSL |  | LSIAVDRYFT |
| IFYALQYHNI |  | MTVKRVGIII |  | SCIWAACTVS |  | GILFIIYSDS |  | SAVIICLITM |
| FFTMLALMAS |  | LYVHMFLMAR |  | LHIKRIAVLP |  | GTGAIRQGAN |  | MKGAITLTIL |
| IGVFVVCWAP |  | FFLHLIFYIS |  | CPQNPYCVCF |  | MSHFNLYLIL |  | IMCNSIIDPL |
| IYALRSQELR |  | KTFKEIICCY |  | PLGGLCDLSS |  | RY         |  |            |

A: Аланін

C: Цистеїн

D: Аспарагінова кислота

E: Глутамінова кислота

F: Фенілаланін

G: Гліцин

H: Гістидин

I: Ізолейцин

K: Лізин

L: Лейцин

M: Метіонін

N: Аспарагін

P: Пролін

Q: Глутамін

R: Аргінін

S: Серин

T: Треонін

V: Валін

W: Триптофан

Кодований геном білок за функціями належить до рецепторів, g-білокспряжених рецепторів, білків внутрішньоклітинного сигналінгу. 
Локалізований у клітинній мембрані, мембрані.